# Cal Degà
Cal Degà és una obra de Cervera (Segarra) protegida com a Bé Cultural d'Interès Local.

## Descripció
Situada al bell mig del nucli antic de Cervera. Es tracta d'un edifici entre mitgeres que consta de planta baixa, dues plantes i golfes. La façana és de composició simètrica, amb dues línies verticals d'obertures. Les portes de la planta baixa estan coronades per una llinda plana, com la resta d'obertures. La pedra ben escairada es reserva per a l'emmarcament de les obertures i la resta del parament és arrebossat, si bé aquest només es conserva parcialment. Les obertures del primer pis estan unides per una balconada, mentre que les del segon, més petites, tenen cada una el seu balcó. Una senzilla motllura separa aquests dos pisos de les golfes definides per dues finestretes quadrangulars. Una cornisa motllurada remata la façana.

## Història
El seu nom prové d'haver estat l'habitatge del degà de la parròquia.